# Provincia di Lau
Lau è una delle quattordici province delle isole Figi, nella Divisione Orientale, costituita dall'omonimo arcipelago delle Isole Lau. Capoluogo della provincia è Tubou, situata sull'estremità meridionale dell'isola di Lakeba. 
La provincia fa parte della Confederazione Tovata.

## Descrizione
L'arcipelago-provincia è costituito da un centinaio di isole e isolette di diverse dimensioni, di cui una trentina disabitate, che si trovano poco ad est del Mar di Koro. Le isole più settentrionali sono più alte e di origine vulcanica mentre le più meridionali sono di origine carbonatica e si elevano pochissimo rispetto all'altezza del mare. L'ultima isola, in ordine di distanza dalla capitale delle Figi, Suva, è l'isola di Lakeba. 
Altre importanti isole dell'arcipelago sono Cicia, Kaibu, Kanacea, Mago, Malima, Munia Island, Naitaba, Nayau, Tuvuca, Vanua Balavu, Vatu Vara, Wailagi Lala e Yacata nelle Lau Settentrionali, e Fulaga, Kabara, Komo, Moce, Moka, Namuka-i-Lau, Ogea Driki, Ogea Levu, Oneata, Vanua Vatu, Vuaqava e Yagasa Levu nelle Lau Meridionali. Le Isole Moala (Matuku, Moala e Totoya), nonostante abbiano legami più stretti con le Isole Bau, sono amministrativamente legate alle Isole Lau dall'epoca della conquista da parte di Ma'afu.  
Diverse altre isole sparse fanno parte della provincia che ha una superficie totale di 487 km². In base al censimento del 2017, la provincia risulta avere 9 602 abitanti.